# Millstream Falls National Park
Millstream Falls National Park är en park i Australien. Den ligger i delstaten Queensland, omkring 1 300 kilometer nordväst om delstatshuvudstaden Brisbane.
Trakten runt Millstream Falls National Park är nära nog obefolkad, med mindre än två invånare per kvadratkilometer.. Närmaste större samhälle är Ravenshoe, nära Millstream Falls National Park.
I omgivningarna runt Millstream Falls National Park växer i huvudsak städsegrön lövskog. Genomsnittlig årsnederbörd är 1 894 millimeter. Den regnigaste månaden är mars, med i genomsnitt 420 mm nederbörd, och den torraste är oktober, med 28 mm nederbörd.